# Великоморавска кнежевина
Великоморавска кнежевина (лат. Regnum Marahensium, грч.  []), Великоморавско царство, Велика Моравска или само Моравска, је западнословенска кнежевина која је настала 833. године уједињењем:
- Моравске кнежевине
- Њитранске кнежевине које је обавио Мојмир I (830–846). На позив његовог наследника Растислава (846–870), а касније византијски цар Михајло III (842–867) шаље 863. године Ћирила и Методија да шире хришћанство и писменост међу тамошњим Словенима, у периоду када настаје и глагољица. Свој врхунац кнежевина је достигла за владавине Сватоплука I (871–894), а нестала је почетком X века у налету Мађара, после чега су њене делове заузеле Мађарска, Чешка, Пољска и Свето римско царство.

Ова кнежевина је претпоставља се, заузимала просторе источне Чешке и делове Словачке уз реку Мораву одакле потиче и име кнежевине.
Ова прва западнословенска држава настала је уједињењем словенских племена која су живела северно од Дунава.

## Име

### Великоморавска
О значењу имена Велика Моравска се расправљало. Ознака „Велика Моравска“— Megale Moravia ( Μεγάλη Μοραβία ) на грчком  — потиче из дела De administrando imperio које је написао византијски цар Константин VII Порфирогенит око 950. Цар је користио придев мегале само у вези са државом када је говорио о догађајима који су се десили након његовог пада, наговештавајући да би га радије требало превести као „стари“ уместо „велики“. Према трећој теорији, придев мегале се односи на територију која се налази изван граница Византијског царства. На крају, историчар Лубомир Е. Хавлик пише да су византијски научници користили овај придев када су говорили о домовини номадских народа, што показује израз „ Стара Велика Бугарска “.
Порфирогенитосово дело је једини извор скоро истовремен који користи придев „велики“ у вези са Моравском. Остали документи од IX и X века никада нису користили овај термин у овом контексту. Уместо тога, они помињу државу као „моравско царство“ или „краљевство Мораваца“ ( regnum Marahensium, terra Marahensium, regnum Marahavorum, regnum Marauorum, terra Marauorum or regnum Margorum на латинском и Моравьска област у старој цркви ), једноставно „Славенска област“ (Славенска област у старој цркви). Марауиа, и Мараха на латинском, Морава, Марава, или Мурава на старословенском, и М.рава.т на арапском),  такође regnum Sclavorum ( царство Словена ) или алтернативно regnum Rastizi ( царство Растислава ) или regnum Zuentibaldi ( прави Зуентибал ).

### Етимологија
„Морава“ је чешки и словачки назив и за реку и за државу, вероватно је име реке примарно и даје име околној земљи. Завршетак -ава, као и у многим другим чешким и словачким рекама, најчешће се сматра славенизацијом изворног германског -ахва (= модерног немачког "Ау" или "-а"), сродног латинском акуа. Неки научници га поново повезују, преко келтског -аб, са индоевропским ПИЕ *апа / *опа („вода, море“). Корен мор- може бити повезан и са другим индоевропским речима са значењем вода, језеро или море (море: словенски море, латински маре, велшки мор, немачки Меер; влажност: енглески и немачки Моор, словенски mokr- ). Упоредите и друга имена река као што су Мур у Аустрији и друга Морава у Србији итд.).

## Територија
Након пада Велике Моравске, централна територија Велике Моравске је постепено подељена на новонасталу Краљевину Чешку и Угарску Краљевину . Граница је првобитно била на реци Морави. Међутим, од 12. века, чешки краљеви су успевали да освајају све већи део региона на источној обали, дајући на крају цео део источне територије од Ухерског Храдишта до Стражница дуж Белих Карпата. Првобитна централна територија Велике Моравске, која данас чини источни део Моравске и смештена између Белих Карпата и планине Цхриби, задржала је свој нечешки идентитет у својој ознаци „Словацко“ која показује заједничко порекло са именом суседне Словачке – знак идентитета у прошлим временима Велике Мораве. Ова језгра Велике Моравске дуж реке задржала је јединствену културу са богатом фолклорном традицијом: поменуто Словачко се простире на југу (где Морава чини чешко-словачку границу), на два региона — Подлужијску област на западној (чешкој) обали Мораве и Захорие на њеној обали. Захорие се може похвалити и једином сачуваном грађевином из великоморавског доба, капелом на Копчанима, прекопута Мораве од археолошког налазишта Микулчице (ова два важна великоморавска места данас су повезана мостом). Језгро Велике Моравске проширено је, према аналима, почетком 830-их година, када је Мојмир И Моравски освојио суседну кнежевину Нитру (данашња западна Словачка). Бивша кнежевина Нитра се користила као оно што се на словачком назива уделне книежатсво, или територија која је дата и којом је владао наследник престола, традиционално син владајуће кънендзь (принчеве сестре).
Ипак, обим, па чак и сама локација Велике Моравске ( историографски термини, пошто је њено првобитно формално име непознато) предмет су расправе. Супарничке теорије постављају његово средиште јужно од Дунава (Морава у Србији) или на Велику угарску равницу. Тачан датум оснивања Моравске државе је такође споран, али је то вероватно настало почетком 830-их година под кнезом Мојмиром I ( в. 820/830–846), први познати владар уједињене Моравске. Мојмир и његов наследник, Растислав („Ростислав“ на чешком), који су владали од 846. до 870. године, у почетку су признали сузеренитет каролиншких монарха, али је моравска борба за независност изазвала низ оружаних сукоба са Источном Францијом од 840-их година.

### Традиционални поглед
Према мишљењу већине историчара, језгро Моравске територије налазило се у долини реке Мораве, данас у данашњој Чешкој и Словачкој. Археолошки налази великих раносредњовековних тврђава и значајна група насеља која расту око њих сугеришу да је важан центар моћи на овом подручју настао у IX века. Рани извори (савремени превод Алфреда Великог Оросијеве Историје света, у коме се помињу суседи Моравске, и опис путовања Ћирила и Методија од Моравске до Венеције кроз Панонију у Ћириловом житију ) такође поткрепљују традиционално схватање.
Границе Моравске не могу се тачно одредити због недостатка тачних извора из тог времена. На пример, монаси који су писали Анале Фулде у 9 века очигледно имала ограничена знања о географији удаљених крајева средње Европе. Штавише, моравски монарси су 830-их година усвојили експанзионистичку политику, па су се границе њиховог царства често мењале.
Моравска је достигла врхунац свог територијалног проширења под Сватоплуком I ( в. 870–894). Малопољска, Панонија и други крајеви били су принуђени да прихвате, барем формално, а често само на кратко, његову власт. С друге стране, постојање археолошки осведочених заједничких културних зона између Моравске, Малопољске и Шлеске не доказује да су се северне границе Моравске налазиле преко ових територија. Према археологу Белој Миклошу Секеу, комите из Мосабурга у Панонији никада нису били део Моравске. Ни археолошки налази ни писани извори не поткрепљују традиционално гледиште о трајној анексији огромних територија у његовој владавини. Други научници упозоравају да је грешка цртати границе језгра територија јер Моравска није достигла тај развојни ниво.

### Даље теорије
Словачки историчар Јурај Скленар је 1784. године оспорио традиционални поглед на локацију Моравске и ставио њену језгру у регион Срем, наводећи да се са те локације ширио на север до данашње Словачке, Моравске и Чешке. Слично, Фридрих Блуменергер је 1820-их поставио Велику Моравску на југ на граници Паноније и Мезије. Њихови ставови су остали изоловани све до 1970-их,  када је Имре Боба поново објавио теорију да се основна територија Моравске морало налазити око Сирмијума, близу реке Велике Мораве. Петер Пуспоки-Наги је предложио постојање две Мораве: „Велике“ Мораве на реци јужној Морави у данашњој Србији и друге Мораве на северној Морави у данашњој Чешкој и Словачкој. Сличну теорију објавио је и Тору Сенга. Деведесетих година јужњачку тезу даље је развио Чарлс Боулс, који је писао да је Моравска настала у области „ушћа Драве, Саве, Дрине, Тисе и јужне Мораве у Дунав “. Боулс је нагласио да је оријентација франачке маршарске организације била усмерена на југоисточне територије, што такође подржава јужни положај Великоморавске. Мартин Егерс је сугерисао да је првобитна локација Моравске била усредсређена око модерног Баната на ушћу река Тисе у Мориш,  са даљим ширењем на територије данашње Чешке и Словачке.

## Историја

### Порекло (пре око 800)
Најраније могуће спомињање словенских племена која живе у долини северне Мораве дао је византијски историчар Прокопије. Писао је о групи германских Херула који су „прошли кроз територију свих Склавина “ док су се кретали према Данској 512. Археолошка налазишта су открила ручно рађену керамику,  а слични предмети у јужној Пољској и западној Украјини појавили су се на ушћу северне Мораве у средњи Дунав, датирани око 550. године.
Велике територије у Панонском басену освојили су после 568. године номадски Авари који су стигли из евроазијских степа. Словени су били принуђени да плаћају данак Аварима и да учествују у њиховим походима на Византијско царство, Франке и Лангобарде. Иако се аварско насељено подручје стабилизовало на реци Дунав у раном периоду каганата (јужна граница данашње Словачке), мањи (најјужнији) део је након пада Самовог царства дошао под њихову непосредну војну контролу. У касном периоду каганата, Авари су већ били склони сталоженијем начину живота и њихов суживот са локалним Словенима већ се може окарактерисати као нека врста културне симбиозе.
У VII и VIII веку убрзава се развој овдашњих Словена. Прва словенска утврђена насеља настала су у данашњој Моравској већ у последњим деценијама VII века. Од краја VII века могуће је регистровати успон нове друштвене елите у Моравској, Словачкој и Чешкој — ратничких коњаника. Друштвена организација локалних Словена наставила је да расте током VIII века, што се може документовати даљом изградњом и развојем утврђених насеља. У Моравској се недвосмислено концентришу око реке Мораве. У Словачкој су најстарија словенска утврђена насеља документована за последње деценије VIII века. Били су искључиво на подручјима која нису била под директним утицајем Авара, али вероватно нису грађена само као заштита од њих, јер се неки од њих налазе и на северним територијама ( Орава, Спиш ). Различитост у грнчарији имплицира постојање најмање три племена која су почетком IX века насељавала шири регион северне Мораве. Комплекси насеља из тог периода откривени су, на пример, у близини модерних Братислава, Брна и Оломоуца. Тврђаве подигнуте у Братислави, Рајхраду, Старе Место и другим местима око 800. године сведоче о развоју локалних центара моћи у истим регионима.
Карло Велики је покренуо серију војних експедиција против Авара у последњој деценији VIII века што је изазвало слом Аварског каганата. Краљевски франачки анали приповедају да су Авари који „нису могли да остану у својим ранијим настамбама због напада Словена“  пришли Карлу Великом у Ахену 805. године и тражили да им се дозволи да се населе у низији дуж реке Рабе.
Након распада Аварског каганата, мачеви и други елементи франачке војне опреме постали су популарни на територијама северно од Средњег Дунава. У долини северне Мораве и њеном ширем региону у истом периоду настаје нови археолошки хоризонт – такозвани „ хоризонт Блатница-Микулчице “. Овај хоризонт обраде метала представља синтезу „касноаварске“ и каролиншке уметности. Један од његових знакова је мач пронађен у гробу у Блатњици у Словачкој,  који је датиран у период између 825. и 850. Према археологу Флорину Курти, мач је произвео франачки занатлија из Каролиншког царства. С друге стране, Јан Декан пише да представља како су моравске занатлије бирале „елементе из орнаменталног садржаја каролиншке уметности који су одговарали њиховим естетским потребама и традицији“.

### Развој Моравске (око 800–846)
Моравска, прва западнословенска држава, настала је уједињењем словенских племена насељених северно од Дунава. Међутим, његово формирање једва да је описано у савременим изворима. Археолог Барфорд пише да је први извештај о настајању моравске државе забележен 811. У јесен ове године, према Краљевским франачким аналима, аварски владари и војводе или „вође Словена који живе уз Дунав“  посетили су двор цара Луја Побожног ( в. 814–840) у Ахену. Најраније извесно помињање Мораваца или Мараванија датира из 822. године када је цар „примио посланства и поклоне од свих источних Словена, то јест Ободра, Лужичких Срба, Вилзија, Бохемија, Мораваца и Праеденецента, и од Авара који су живели у Панонији у Франкфурту.
Conversio Bagoariorum et Carantanorum („Преобраћење Бавараца и Карантанаца“) из касног  први пут се помиње моравски владар. Карантанци (преци данашњих Словенаца) били су први словенски народ који је прихватио хришћанство са Запада. Углавном су их христијанизовали ирски мисионари које је послала Салцбуршка надбискупија, међу њима и Модест, познат као „апостол карантанаца“. Тај процес је касније описан у Conversio Bagoariorum et Carantanorum, где се наводи да је Мојмир, „војвода од Мораваца“, протерао „једну Прибину “ преко Дунава. Прибина је побегао у Ратпот који је управљао Маршом Паноније од око 833. Да ли је Прибина до тада био самосталан владар или неки од Мојмирових чиновника, предмет је научне расправе. На пример, Урбанцик пише да су Мојмир и Прибина били два од многих моравских кнезова почетком IX века,  док је према Хавлику,  Трештику  и Власту  Прибина био Мојмиров поручник у Њитри. Историчари који идентификују Прибину као владара аутономне државе, Кнежевине Њитра — на пример, Бартл,  Киршбаум  и Урбанцик  — додају да је „Велика Моравска“ настала кроз насилну интеграцију његове кнежевине у Мојми Морави.
Каталог тврђава и региона северно од Дунава из IX века — који наводи народе дуж граница Источне Француске по редоследу од севера до југа — помиње да су Моравци или Мархари  имали 11 тврђава или града. Документ лоцира Мархари између Боема и Бугара, а такође се помињу Мерехани и њихових 30 тврђава. Према Хавлику, који пише да је Конверзија консолидована верзија белешки неколико аутора у различитим годинама, Моравци се у тексту помињу два пута: прво као Мархари, а затим као Мерехани . Он каже да је помињање Мархари и њихових 11 тврђава направљено између 817. и 843. године, а белешка о Мереханима показује стварно стање под Сватоплуком I. За разлику од Хавлика, Штајнхибел заједно са Трештиком и Властом поистовећује Мерехане са становницима Кнежевине Нитра. Трећи став представљају Пуспоки-Наги и Сенга, који пишу да помињање Мереханија — који су очигледно настањивали јужне области Велике угарске равнице северно од Дунава, али јужно од територија којима су доминирали Бугари — и њихових 30 тврђава показује постојање још једне Моравске у средњој Европи.
Према извору из XIII века, Историја бискупа Пасауа и војвода од Баварске, бискуп Регинхар од Пасауа ( в. 818–838) крстио „све Моравце“  831. Других података о околностима ове масовне конверзије нема. Власто  пише да је Мојмир до тог времена био претворен у хришћанство; према Петру Сомеру и другим историчарима, овом приликом је и крштен. Ипак, Методијево житије приповеда да су хришћански мисионари до 860-их година стигли у Моравску „од Италијана, Грка и Немаца “ који су их „ на разне начине поучавали“. У Константиновом житију се додаје да мисионари из Источне Француске нису забранили „приношење жртава по старим обичајима“, што показује да су пагански обреди настављени деценијама и после 831.
Према Аналима Фулде, око 15. августа 846, Луј Немачки, краљ Источне Француске ( в. 843–876) покренуо поход „против моравских Словена, који су планирали да се одметну“. Тачне околности његове експедиције су нејасне. На пример, Власто пише да је франачки монарх искористио унутрашње сукобе који су уследили после Мојмирове смрти,  док је, према Киршбауму, Мојмир био ухваћен и свргнут са престола током похода. Међутим, несумњиво је да је Луј Немачки током овог похода за новог војводу Моравске именовао Мојмировог нећака Растислава.

### Борбе за независност (846-870)
Растислав ( в. 846–870), који је у почетку прихватио врховну власт Луја Немачког, учврстио је свој положај унутар Моравске  и проширио границе свог царства. На пример, према Киршбауму, он је анектирао регион Сланских брда у источним деловима данашње Словачке. Барфорд чак пише да је развој државе коју Константин Порфирогенит помиње као „Велика Моравска“ започео у Растиславовој владавини.
Окренуо се против Источне Француске и подржао побуну Радбода, свргнутог жупана Паноније, против Луја Немачког 853. Франачки монарх је узвратио инвазијом на Моравску 855. Према Анали Фулде, Моравци су били „брањени јаким утврђењима“, а Франци су се повукли не поразивши их,  иако су борбе трајале све до склапања мировног споразума 859. На примирје се гледа као на застој и показује растућу снагу Растиславовог царства. Сукоби између Моравске и Источне Француске настављени су годинама. На пример, Растислав је подржао сина Луја Немачког, Карломана, у његовој побуни против оца 861. Чини се да је први запис о препаду Мађара у средњу Европу повезан са овим догађајима. Према западноафраначким аналима, „непријатељи звани Мађари“  опустошили су краљевство Луја Немачког 862. године, што сугерише да су подржавали Карломана.
Растислав је желео да ослаби утицај франачких свештеника у свом царству, који су служили интересима Источне Француске. Прво је послао посланике папи Николају I 861. године и замолио га да пошаље мисионаре у Моравску који су савладали словенски језик. Пошто није добио одговор из Рима, Растислав се са истом молбом обратио византијском цару Михаилу III. Успостављањем односа са Цариградом, он је такође желео да се супротстави антиморавском савезу који је недавно склопљен између Франака и Бугара. На његову молбу цар је 863. године у Моравску послао два брата, Константина и Михаила — будуће свете Кирила и Методија  Константиново Житије приповеда да је отприлике у то време развио прво словенско писмо и превео Јеванђеље на старословенски.
Луј Немачки је прешао Дунав и поново упао у Моравску августа 864. Опсео је Растислава „у једном граду, који се на језику тог народа зове Довина“, према Фулдским аналима. Иако Франци нису могли да заузму тврђаву, Растислав је пристао да прихвати врховну власт Луја Немачког. Међутим, наставио је да подржава противнике франачког монарха. На пример, Луј Немачки је једног грофа Вернера лишио „њихових јавних функција“, јер се сумњало да је гроф био у завери са Растиславом против краља.
Византијска браћа, Константин (Ћирило) и Методије, посетили су Рим 867. Крајем године папа Хадријан II ( в. 867–872) одобрили су њихове преводе богослужбених текстова и шесторо својих ученика хиротонисали за свештенике. Папа је у писму из 869. обавестио тројицу истакнутих словенских владара — Растислава, његовог нећака, Сватоплука и Коцеља, који су управљали Доњом Панонијом — о свом одобравању употребе народног језика у литургији  Године 869. папа је Методија послао Растиславу, Сватоплуку и Коцељу, али је Методије посетио само Коцеља, који га је вратио папи. Потом је Хадријан посветио Методија за архиепископа са титулом митрополита сирмијумског у „седиште Светог Андроника “, тј. Сирмијумску столицу. Почетком IX века многи Карантанци (Алпски Словени), преци данашњих Словена, населили су се у доњем панонском региону, познатом и као Балатонска кнежевина, која се у латинским изворима помиње као Карантанорум регио, или „Земља Карантанаца“. Назив Карантанци био је у употреби до XIII века. Коцељова одлука да подржи Методија представљала је потпуни раскид са очевом профраначком политиком. Сватоплук је у то време управљао оним што је била Кнежевина Нитра, под влашћу његовог стрица Растислава, али документи из тог времена не откривају тачну локацију Сватоплукове наследне територије. Франачке трупе упале су и у Растиславово и у Сватоплуково царство августа 869. Према Анали Фулде, Франци су уништили многа утврђења, поразили моравске трупе и запленили плен. Међутим, главну Растиславову тврђаву нису могли да заузму и повукли су се.

### Сватоплукова владавина (870–894)
Сватоплук се удружио са Францима и помогао им да ухвате Растислава 870. Карломан је анектирао Растиславово царство и именовао два франачка господара, Вилијама и Енгелшалка, да њиме управљају. Франачки војници ухапсили су архиепископа Методија на путу из Рима у Моравску крајем године. Сватоплук, који је наставио да управља својим краљевством након пада свог стрица, оптужен је за издају и ухапшен од стране Карломана по наређењу Луја Немачког 871. Моравци су подигли отворену побуну против два франачка намесника и изабрали за војводу рођака Сватоплука, Славомира . Сватоплук се вратио у Моравску, преузео команду над устаницима и протерао Франке из Моравске. Према чешком историчару Душану Трештику, побуна 871. године довела је до формирања прве словенске државе.
Луј Немачки послао је своје војске против Моравске 872. Царске трупе су опљачкале село, али нису могле да заузму „изузетно добро утврђено упориште“ где се склонио Сватоплук. Моравски владар је чак успео да окупи војску која је поразила бројне царске трупе, приморавајући Франке да се повуку из Моравске. Сватоплук је убрзо покренуо преговоре са Лујем Немачким, који су окончани мировним уговором закљученим у Форхајму маја 874. Према Анали Фулде, у Форхајму је Сватоплуков изасланик обећао да ће Сватоплук „остати веран“ Лују Немачком „у све дане свог живота“, а моравски владар је такође био обавезан да плаћа годишњи данак Источној Француској.
У међувремену, архиепископ Методије, који је био ослобођен на захтев папе Јована ВИИИ ( в. 872–882) 873. године враћен у Моравску. Методијево Житије приповеда да су „кнез Сватоплук и сви Моравци“ решили да му по доласку повере „све цркве и свештенство по свим варошима“  у Моравској. У Моравској је Методије наставио посао превођења започет још за живота његовог брата. На пример, он је превео „сва Света писма у потпуности, осим Макабејаца “, према свом Житију . Међутим, франачки свештеници у Моравској противили су се словенској литургији и чак су оптуживали Методија за јерес . Иако Света столица никада није порицала Методијеву православност, папа је 880. године именовао свог главног противника, Викинга, за епископа Нитре на захтев Сватоплука, који је и сам преферирао латински обред.
Писмо које је око 900. године написао надбискуп Салцбуршки Теотмар ( в. 873–907) и његови суфрагански бискупи помињу да је папа Викинга послао „новокрштеном народу“ који је Сватоплук „победио у рату и прешао из паганства у хришћанство“. И други извори доказују да је Сватоплук значајно проширио границе свог царства. На пример, према Методијевом житију, Моравска је „много више почела да се шири на све земље и да успешно побеђује своје непријатеље“  у периоду који почиње око 874. Исти извор пише о „веома моћном паганском кнезу који се настанио на Висли “  у данашњој Пољској који је прогонио хришћане у својој земљи, али га је Сватоплук напао и заузео.
На Методијев захтев, у јуну 880. папа Јован је издао булу Индустриае туае за Сватоплук  коју је ословљавао са „славним грофом“ (глориосус долази) . У були, папа помиње Сватоплука као „јединог сина“ ( unicus fillius ) Свете столице, примењујући тако титулу која се до тада користила само у папској преписци са царевима и кандидатима за царски ранг. Моравском монарху, његовим чиновницима и поданицима папа је изричито доделио заштиту Свете столице. Даље, була је такође потврдила Методијев положај поглавара цркве у Моравској са јурисдикцијом над свим духовницима, укључујући франачке свештенике, у Сватоплуковом царству  а старословенски је признат као четврти богослужбени језик заједно са латинским, грчким и хебрејским .
Дужа верзија Салцбуршких анала помиње напад Мађара и Кабара у Источној Француској 881. Према Ђули Кристоу  и другим историчарима,  Сватоплук је покренуо овај напад, јер су његови односи са Арнулфом — сином Карломана, краља Источне Француске ( в. 876–881), који је управљао Маршом Паноније — постао је напет. Салцбуршки надбискуп Теотмар је јасно оптужио Моравце да су ангажовали „велики број Мађара” и послали их против Источне Француске у неодређени датум.
Током „ Вилхелминског рата “ — грађанског рата између две фракције локалних племића у Панонском маршу који је трајао од 882. до 884. — Сватоплук је „сакупио трупе из свих словенских земаља“  и извршио инвазију на Панонију. Према баварској верзији Анала Фулде, инвазија Мораваца је „довела до опустошења Паноније“  источно од реке Рабе . Међутим, Регино од Прума наводи да је Арнулф Корушки задржао контролу над Панонијом 884. Сватоплук је имао састанак са царем Карлом Дебелим ( в. 881–888) у Туллн ан дер Донау у Баварској 884. На састанку је „дук“ Сватоплук постао царев вазал и „заклео му се на верност“, обећавши да никада неће напасти царево царство.
Архиепископ Методије је преминуо 6. априла 885. Предвођени бискупом Викингом из Нитре, Методијеви противници су искористили његову смрт и убедили папу Стефана В ( в. 885–891) ограничити употребу старославенског у литургији у були Куиа те зело . Епископ Вихинг је чак убедио Сватоплука да 886. протера све Методијеве ученике из Моравске,  чиме је покварио обећавајући књижевни и културни процват средњоевропских Словена — Словацима је било потребно скоро хиљаду година да развију свој нови књижевни језик.
Папа Стефан се обратио булом Куиа те зело Звентополцо реги Сцлаворум („Сватоплук, краљ Словена“), сугеришући да је Сватоплук до краја 885. године био крунисан за краља. Исто тако, франачки анали повремено помињу Сватоплука као краља у вези са догађајима који су се дешавали у овом периоду. Хроника свештеника Диоклеје — извор из касног 12. века са упитном поузданошћу  — приповеда да је један „Свентопелк“ крунисан за краља „на пољу Далма“ у присуству папског легата.
Највећи територијални обим Моравска је достигла у последњим годинама Сватоплукове владавине. Према Регину од Прума, краљ Арнулф од Источне Француске „дао је команду над Боемима краљу Моравских Словена Звентибалду“  890. Бартл и други словачки историчари пишу да је Сватоплук „вероватно“ такође анектирао Шлезију и Лужицу почетком 890-их. Према Аналима Фулде, краљ Арнулф је предложио састанак Сватоплуку 892. године, „али овај је на свој уобичајен начин одбио да дође код краља и издао је његову верност и све оно што је раније обећао“.  Као одговор, Арнулф је упао у Моравску 892. године, али није могао да победи Сватоплук, иако су мађарски коњаници такође подржавали источнофраначког монарха.

### Пад (894–пре 907)
Сватоплук — „човек најразборитији међу својим народом и веома лукав по природи“, према Регину од Прума — умро је у лето 894. Наследио га је син Мојмир II  али се његово царство убрзо распало, јер су племена која су насилно потчињена Сватоплуковој власти почела да се ослобађају моравске превласти. На пример, чешки војводе (са седиштем у области Прага) прихватили су врховну власт краља Арнулфа у јуну 895, а Мојмир II је покушао да поврати своју превласт над њима без успеха у наредне две године. С друге стране, успео је да обнови црквену организацију у Моравској тако што је убедио папу Јована IX ( в. 898–900) да пошаље своје легате у Моравску 898. Легати су убрзо поставили архиепископа и „три епископа као своје суфрагане“  у Моравску.
Сукоби који су се појавили између Мојмира II и његовог млађег брата Сватоплука II дали су краљу Арнулфу изговор да пошаље своје трупе у Моравску 898. и 899. Аналс оф Фулда пише да су „дечака“ Сватоплука II спасиле баварске снаге „из тамнице града у којој је држан са својим људима“  899. Према Бартлу, који је писао да је Сватоплук II наследио „Кнежевину Нитра” од свог оца, Баварци су овом приликом уништили и тврђаву у Нитри.
Према већини скоро истовремених извора, Мађари су одиграли истакнуту улогу у паду Моравске. На пример, Регино од Прума пише да су синови Сватоплука I „кратко и несрећно држали његово краљевство, јер су Мађари потпуно уништили све у њему“. Мађари су започели освајање Карпатског басена након пораза на најзападнијим територијама понтских степа око 895. године од коалиције Бугара и Печенега. Тек каснији извор, Јоханес Авентинус из XVI века, пише да су Мађари у то време контролисали широке области источно од река Хрон и Дунав у Карпатском басену.
Писмо Теомара из Салцбурга и његових суфрагана сведочи да су око 900 Моравци и Баварци оптуживали једни друге да су склопили савезе, чак и полагањем заклетве „помоћу пса и вука и другим гнусним и паганским обичајима“  са Мађарима. Према Лиудпранду из Кремоне, Мађари су већ „за себе затражили нацију Мораваца, коју је краљ Арнулф покорио уз помоћ њихове моћи“  на крунисању Арнулфовог сина Луја Детета 900. Грађански анали додаје да је велика мађарска војска „напала и упала“ Моравце 900. године  Суочен са претњом даљих мађарских напада, Мојмир II је 901. године закључио мировни уговор са Лујем Дететом 
Због недостатка документарних доказа, не може се са сигурношћу утврдити година у којој је Моравска престала да постоји. Рона-Тас  пише да су Мађари заузели Моравску 902. године, Виктор Спинеј  каже да се то догодило 903. или 904. године, док је према Спиесзу Моравска држава престала да постоји 907. Царински прописи Рафелштетена, који су издати 903–906. године,  и даље се помињу на „пијаце Мораваца“, сугеришући да је Моравска још увек постојала у то време. Нема сумње да се ниједна моравска снага није борила у бици код Брезалауспурца, где су Мађари разбили велику баварску силу 907.

## Држава и друштво

### Структура насеља
Језгра великоморавске насеобинске структуре била су добро брањена утврђена насеља која су подигли локални Словени како на узвишењима, тако и у равничарским пределима попут мочвара и речних острва. Већина великоморавских замкова била су прилично велика градина, утврђена дрвеним палисадама, каменим зидовима и у неким случајевима шанчевима. Типични великоморавски бедеми комбинују спољни сухозид са унутрашњом дрвеном конструкцијом испуњеном земљом. Утврђења су обично чинила неколико суседних ограда, са елитним зградама концентрисаним у центру и занатима у спољашњим ограђеним просторима. Већина зграда је била од дрвета, али су црквени објекти и стамбени објекти били од камена. У многим случајевима интегрисана су и праисторијска утврђења. Великоморавски градови, посебно у Моравској, али и у низинама Словачке, често су били удаљени од места вађења камена и транспортовања материјала на десетине километара. 
Великоморавска насеља могу се поделити у четири главне категорије. Најважнији су били локалитети са централним функцијама као што су Микулчице-Вали, Старе Место – Ухерске Храдиште и Нитра, где је неколико замкова и насеља чинило огромну утврђену (пред)урбану агломерацију. Уз главне центре, систем утврђених насеља обухватао је утврђена регионална административна чворишта, утврде чија је примарна функција била одбрамбена и склоништа која нису била стално насељена, али су се користила у случају опасности. Највећа утврђења обично су била заштићена ланцем мањих утврђења. Мање утврде су такође грађене да би заштитиле трговачке путеве и пружиле заклон сељацима у случају напада. Документовано је и постојање племићких дворова као у Дуцовеу и другим местима. Њихов облик је вероватно инспирисан каролиншким имањима званим Кертис .
У Микулчицама у 9. веку, централно утврђење, или Акропољ, било је постављено на острву у Морави и окружено каменим бедемом који је затварао површину од шест хектара  (велико ванградско насеље од 200 хектара стајало је неутврђено). Иако локација великоморавске престонице "Велиграда" није идентификована, Микулчице са палатом и 12 цркава су најприхваћенији кандидат. Важно насеље била је велика агломерација у Поханском код Брецлава. Нитром, центром источног дела Царства, као апанажу је аутономно владао наследник династије.  Нитра се састојала од неколико великих утврђених насеља различитих функција и двадесетак специјализованих занатских села, што је чинило правом метрополом свог времена. Занати су укључивали производњу луксузних добара, попут накита и стакла. Агломерација је била окружена низом мањих утврђења.
Братиславски дворац је имао камену двоспратну палату и пространу тробродну базилику, изграђену средином 9. века. Ископавањима гробља поред базилике откривени су примерци великоморавског накита, по стилу и квалитету сличног оном из Микулчица. Име замка је први пут забележено 907. године, током пада Велике Моравске, као Брезалауспурц. Ово име дословно значи или „ Предславов дворац“ по сину Сватоплука И који се помиње у Цивидале дел Фриули, или „Браславски дворац“ по Браславу Панонском, кога је именовао краљ Арнулф (Арнулф од Карантаније) Источне Француске.  У словачкој Бојни откривена је агломерација неколико утврђених насеља, откривајући важне артефакте везане за христијанизацију територије. Бројни замкови подигнути су на брдима око долина Ваха и реке Нитре, као иу другим областима (нпр. Детва, Зеплин, Чингов ), али нису изграђени у југоисточној Словачкој.
Чврсти замак Девин, у близини Братиславе, чувао је Велику Моравску од напада са Запада. Иако неки аутори тврде да је подигнута тек касније као упориште угарских краљева, ископавањима је откривено старије словенско утврђено насеље основано у 8. веку. Током великоморавског периода, замак Девин је био седиште локалног господара, чији су држачи били сахрањени око камене хришћанске цркве. Ова два замка су ојачана мањим утврђењима у Девинској Новој Веси, Светом Јуру и другде. Други пример је тврђава Тунау ам Камп у близини Гарс ам Кампа, која гледа на реку Камп у Доњој Аустрији . Одбрана је овде поново користила одбрану банкина из бронзаног доба и била је само нешто мања (педесет хектара) од површине савремене престонице франачког цара Регензбурга.
Број откривених утврђења премашује број који је забележен у изворима (11 центара Мораваца и 30 центара „других Мораваца“ или Мереханоса ; мишљења се разликују о томе како тумачити помињање Мереханоса ). Иако су једини замкови који се поименце помињу у писаним текстовима Нитрава (828; идентификована са Нитром ), Довина (864; понекад идентификована са замком Девин ) и можда Брезалауспурц (907; понекад идентификована са Братиславским замком ), такође тврде да је Ужгород извор у Украјини. Замак Девин се понекад поистовећује са „тврђавом кнеза Растислава“ која се помиње у Аналес Фулденсес.

### Монарси
Моравском су владали монарси из „ширег сродства“  познатог као Мојмирова кућа . Престо је ретко прелазио са оца на сина. Заправо, Сватоплук I је био једини владар кога је наследио син. Растислав је ступио на престо интервенцијом источнофранкског монарха,  а Славомир је изабран за војводу када су Франци заузели Сватоплук 871. Последњи случај открива снажну тврдњу династије Мојмир на престо, јер је Славомир у време свог избора био заређен за свештеника. Моравски монарси су редовно називани дуцис („војводе“), повремено као регис („краљеви“) или маликс („краљеви“) у документима из IX века. Гробови у цркви откривени су само у Микулчицама, што имплицира да су краљеви имали ексклузивно право да буду сахрањени на тако престижном месту.

### Администрација
Анали Фулде никада не помињу моравске монархе као владаре државе, већ као поглаваре народа — дук Мараворум („војвода од Мораваца“). Сходно томе, Махачек пише да „Велика Моравска није првенствено била организована на територијалној основи [...], већ пре на темељу стварних или фиктивних сродствених веза унутар племенске структуре“. С друге стране, Хавлик каже да је Моравска била подељена на округе на чијем су челу били „богати, честити и добро рођени племићи“ које он назива жупанима ; чак додаје да се број округа повећао са 11 на 30 до друге половине 9. века. Штефан додаје да постојање раштрканих група ратника ратара, што сугеришу археолошка истраживања, имплицира постојање административно територијалних јединица, јер без таквог система монарси не би могли да организују своје походе.
Сватоплук је укључио многа словенска племена (укључујући Боеме и Вистулане ) у своје царство. Потчињеним племенима управљали су вазални кнезови или намесници,  али су они сачували своју аутономију, што је допринело брзом распаду Сватоплукове Моравске после његове смрти. Према Бартлу,  Киршбауму,  Штефану,  и другим историчарима,  Велика Моравска је имала два центра. Према Хавлику, термини „моравске земље“ ( Моравьскскије страни ), „Горња Моравска“ ( вишньнии Мораве, вишньнеје Морави ) и „моравска царства“ ( регна Марахенсиум, регна Марауорум ) који су коришћени у документима из 9. Моравске државе, односе се на државну Моравску државу 9. „Краљевства Растислава“ ( регнум Растизи ) и „Царства Сватоплука“ ( регнум Звентибалдија ). Он и други историчари  поистовећују прву са модерном Моравском у Чешкој, а другу са Кнежевином Нитра у данашњој Словачкој. Међутим, ово гледиште није опште прихваћено: Сватоплукова област је такође идентификована са ширим регионом Старе Место,  или са земљама између Дунава и Тисе  или источно од Тисе.

### Ратовање
Познати извори садрже записе о 65 догађаја везаних за ратовање и Велику Моравску. Најдетаљнији су франачки извори за време Сватоплукове владавине. Структура великоморавске војске заснивала се углавном на раној феудалној концепцији војне службе, коју су обављале пре свега владајуће елите.
Језгро великоморавске војске чинила је кнежевска пратња коју су чинили професионални ратници, који су били одговорни за прикупљање данка и кажњавање преступника ( дружина ). Дружину су чинили припадници аристократије („старија пратња”) и припадници кнежевских војних група („млађа пратња”). Неки од њених чланова формирали су сталну оружану гарду за кнеза, док су остали били у гарнизону у тврђавама или на другим стратешким тачкама. Дружина је вероватно била релативно лојална и пружала је стабилну подршку кнезу јер нема података о било каквом незадовољству њоме или о било каквом устанку. Стални део војске имао је изразито коњички карактер. Великоморавска тешка коњица опонашала је савремене франачке претходнике витезова, са скупом опремом коју су само највиши друштвени слојеви могли да приуште  (савремени арапски путник Ахмад ибн Фадлан је известио да је Сватоплук И имао доста коњичких коња  ). Укупну величину дружине Рутткаи процењује на 3.000–5.000 људи. У случају већих мобилизација, коњица је била појачана додатним мањим јединицама регрутованим из свита локалних магната и из традиционалних заједница ( општина ). Други елемент војске ( похотовост ) чинили су нижи слојеви слободних грађана који у већини случајева нису били професионални ратници. Међутим, захваљујући великом броју и познавању распрострањених врста наоружања представљали су озбиљну војну силу. Они су играли одлучујућу улогу углавном у одбрани великоморавске територије; њихово учешће у ратовима за проширење било је ређе. Војску је предводио кнез или, у његовом одсуству, главнокомандујући звани војвода. Максимална величина војске се процењује на 20.000–30.000 људи. У случају спољне агресије, обични људи су учествовали у одбрамбеним и диверзантским акцијама. Важан елеменат одбране Велике Моравске био је систем јаких утврђења, које је било тешко опсадити са тада преовлађујућим облицима војне организације. На пример, један франачки хроничар је са страхопоштовањем писао о величини Растиславове тврђаве ( „фирмиссимум, ут феритур, валлум“ ).
Типично оружје западнословенског пешака била је секира специфичног облика, звана брадатица . Копља су универзално користила и пешадија и коњица. Недостаје оружје повезано са номадском (аварском) културом, као што су сабље, рефлексни лукови и специфичне врсте копаља. С друге стране, војна опрема је постала више под утицајем западних типова и нови типови оружја као што су мачеви са две оштрице (ретки пре 9. века) постали су популарни. Стрелци су, за разлику од претходног периода, већ били део пешадије.

### Аристократија
Постојање локалне аристократије је добро документовано: истовремени извори се односе на „водеће људе“  ( оптимати или примати ),  и нобилес вири или принципес . Међутим, ови документи не откривају основу моћи моравских главара. Богато опремљени гробови — са изузетком оног у Блатници, који је „стар и споран налаз“,  према Штефану — откривени су само у Микулчицама и другим великим утврђењима под контролом монарха. Штефан пише да концентрација престижних добара у градовима показује да је „непосредан контакт са сувереном, који је свакако путовао између центара, очигледно била најбоља победничка стратегија врхунске елите”. С друге стране, оптимати су имали важну улогу у власти: монарси нису доносили важне одлуке а да о њима нису расправљали у савету који су формирале моравске „војводе“.

### Популација
Велику Моравску насељавала је западнословенска подгрупа веће словенске етнолингвистичке групе. Западни Словени воде порекло од раних словенских племена која су се населила у Средњој Европи након што су источногерманска племена у великој мери напустила ово подручје током периода миграција, док су Западни Словени „асимилирали преостало келтско и германско становништво“ на том подручју.
Моравци су имали јаке културне везе са својим западним суседима, Францима, са одређеним објектима који су доказивали утицај Каролинга . Археолошки докази показују да је материјална култура из IX века пронађена у савременој Моравској била у великој мери у франачкој сфери и да је показивала мањи византијски утицај. 
Каролиншки утицај је захватио све сфере живота у Великој Моравској. Након што је Каролиншко царство подељено, Отонска династија је преузела и наставила и неговала каролиншке традиције. Није случајно што новостворене средњовековне западнословенске државе позајмљују каролиншку традицију преко Отонског царства.
Већину становништва чинили су слободњаци, који су били дужни да плаћају годишњи порез. Забележено је и ропство и феудална зависност.
Анализа раносредњовековних гробља у Моравској показује да је 40 одсто мушкараца и 60 одсто жена умрло пре 40. године  Више од 40 одсто гробница садржало је посмртне остатке деце узраста од једне до дванаест година. Међутим, гробља такође документују богату исхрану и напредну здравствену заштиту. На пример, трећина прегледаних скелета није имала каријес или изгубљене зубе, а преломи костију су зарасли без дислокације.

## Економија
Велике тврђаве из IX века откопане у Микулчицама и другим местима налазиле су се у ширем пределу ушћа Мораве у Дунав. Два важна трговачка пута су у овом периоду пролазила кроз ову регију, Дунав и древни Ћилибарски пут, што имплицира да су ова насеља, сва на рекама, била важна трговачка средишта. Налази оруђа, сировина и полупроизвода  показују да су у овим насељима постојале и конаке у којима су живели занатлије. Велике тврђаве су биле окружене низом малих села у којима су се мештани бавили пољопривредом. Узгајали су пшеницу, јечам, просо и друге житарице, узгајали говеда, свиње, овце и коње. Њихове животиње су биле релативно мале: на пример, њихови коњи нису били већи од савремених коња Пржевалског .
Постојање опште размене у Моравској није доказано:  нема знакова локалног ковања , а страни новац је реткост. Према Биалековој и другим археолозима, инготи у облику секире откривени у великом броју у тврђавама служили су као „премонетарне валуте“. Ова теорија није универзално прихваћена, јер су ови предмети такође тумачени као „међупроизводи намењени даљем третману“. Према Мачачеку, недостатак кованог новца значио је да моравски монарси нису могли „ефикасно да прикупљају порезе, царине и казне“, што је ослабило њихов међународни положај.
Металургија гвожђа и ковачки занат били су најважније гране домаће индустрије. Пример високо развијене производње алата су асиметрични раоници. У Моравској нема трага рудницима сребра, злата, бакра или олова, али су се накит и оружје производили локално. Сходно томе, њихов примарни материјал стекли су као плен или поклон или су га у Моравску донели трговци. Археолошка истраживања такође сведоче о увозу престижне робе, укључујући посуде од свиле, броката и стакла. Према Штефану  и Мацхачеку,  Моравци су првенствено давали робове, стечене као ратни заробљеници током њихових јуриша у суседним крајевима, у замену за ову луксузну робу. На пример, салцбуршки надбискуп Титмар је оптужио Моравце да „племићке и поштене жене доводе у ропство“  током својих похода на Панонију. Трговина робљем је такође добро документована: Прва легенда о Науму приповеда да су многи Методијеви ученици „продати за новац Јеврејима“  после 885. године, а Царински прописи Рафелштетена помињу робове испоручене из Моравске на запад.

## Култура

### Сакрална архитектура
Погледи на великоморавску сакралну архитектуру драматично су се променили током друге половине 20. века. Истраживачи су у почетку претпостављали да је то ограничено на једноставне дрвене цркве попут оних познатих у немачком окружењу од 7. до 8. века. Ове дрвене цркве биле су погодне за почетне мисионарске активности због лаке доступности материјала, брзе изградње и без потребе за освећењем. Ово мишљење је прецизирано 1949. године након ископавања у Старом месту . Од шездесетих година прошлог века у Словачкој се ископавају и камене цркве. Од 2014. године, више од 25 сакралних објеката је безбедно идентификовано на централној територији Велике Моравске (Моравска и Западна Словачка). Остаци првих откривених цркава били су само "негативи" (ровови испуњени секундарним материјалом након уклањања првобитних темеља), али су каснијим истраживањима откривени и остаци објеката са оригиналним темељима. Нарочито након открића великоморавских гробова у близини цркве у Копчанима, поново је отворено питање потенцијално великоморавско порекло неколико још постојећих цркава у Словачкој ( нпр. Копчани, Нитрианска Блатница, Костолани под Трибечом ). Тачно датирање је циљ текућих истраживања заснованих на радиокарбонској анализи и дендрохронологији .
Великоморавска сакрална архитектура је представљена богатом разноврсношћу типова, од тробродне базилике (Микулчице III, Братислава), триконхе (Девин), једноставне ротунде без апсида (Микулчице ВИИ), двоапсидне ротонде (Микулчице VI), тетраконхичне ротонде (Микулчице IX) и читаве групе цркава од једне апсиде и једне апсиде. Највећи број цркава пронађен је у југоисточној Моравској. Микулчице, са дванаест цркава, јасно доминира међу свим осталим локалитетима са првим каменим црквама подигнутим око 800. (потенцијална тринаеста црква су Копчани, на словачкој страни границе). Тробродна базилика из Микулчица, која има унутрашње димензије 35 м до 9 м и засебна крстионица, највећа је до сада пронађена сакрална грађевина. Велика концентрација цркава у Микулулчицама премашила је потребе локалног становништва, па се верује да су то власничке цркве ( Еигенкирцхен ), познате и у Француској. Велике цркве су такође биле важни црквени центри. Садашње датовање неколико цркава претходи византијској мисији. Цркве су биле украшене углавном фрескама, али је документована и употреба секоа. Аутори су вероватно били страни уметници из Француске и северне Италије  (на последње указује, на пример, хемијски састав слика у Братислави и Девину  ).
Великоморавска сакрална архитектура је вероватно била под утицајем франачке, далматинско-истарске, византијске и класичне архитектуре, што је такође указивало на сложену мисионарску делатност. Два музеја на отвореном, у Модри код Ухерског Храдишта и у Дуцовеу, посвећена су великоморавској архитектури.

### Религија
Као и остали Словени, великоморавски Словени су првобитно практиковали политеистичку религију са култом предака. У Моравској је пронађено неколико култних места која су се користила пре христијанизације Моравске (Микулчице и Поханско). Међутим, не знамо шта су Великоморавцима значили ови предмети, попут прстенастог јарка са ватром, жртвовања коња или људских удова ритуално закопаних на гробљу. Наводни  култни објекат у Микулчицама је наводно коришћен до евангелизације моравске елите средином IX века, а идоли у Поханском су подигнути на месту срушене цркве током паганске реакције у X веку. Једино словенско паганско светиште пронађено у савременој Словачкој је објекат у Мосту при Братиславу посвећен вероватно богу рата и грома Перуну . Светилиште је напуштено средином IX века и никада није обновљено.
Ширење хришћанства имало је неколико фаза и то је још увек отворено истраживачко питање. У старијим публикацијама, прве организоване мисије приписиване су углавном хиберно-шкотским мисионарима, али савремени радови су скептичнији према њиховом директном утицају. Територију Велике Моравске првобитно су евангелизовали мисионари који су долазили из Франачког царства или византијских енклава у Италији и Далмацији од почетка 8. века, а спорадично и раније. Трагови аквилејско-далматинске мисије налазе се у великоморавској архитектури и језику. Утицај северне Италије претпоставља се и за златне плоче са хришћанским мотивима из Бојне  (вероватно са преносног олтара), које припадају најзначајнијим хришћанским артефактима пре мисије светих Ћирила и Методија . Нарочито после пораза Авара крајем VIII века, франачки мисионари постају најважнији део организованих мисија. Прву хришћанску цркву западних и источних Словена познату из писаних извора саградио је 828. године Прибина у Нитри и осветио ју је епископ салцбуршки Адалрам . Већина територије је христијанизована до средине IX века. Упркос формалном одобравању од стране елита, великоморавско хришћанство је описано као садржавало многе паганске елементе још 852. Гробни прилози, попут хране, могли су се наћи чак и на црквеним гробљима. Црквену организацију у Великој Моравској надгледало је баварско свештенство све до доласка византијских мисионара Светих Ћирила и Методија 863.
Папа је 880. године замонашио швапског монаха Вицхинга за бискупа новоосноване столице у Нитри („санцта еццлесиа Нитриенсис“). Неки стручњаци ( нпр . Сзоке Бела Миклос) кажу да се локација седишта бискупије из IX века разликује од данашње Нитре.

### Књижевност
Утицај мисије Ћирила и Методија ширио се и ван верских и политичких сфера. Старословенски је постао четврти богослужбени језик хришћанског света. Међутим, после Методијеве смрти (885) сви његови следбеници су протерани из Велике Моравске; сходно томе, употреба словенске литургије у Великој Моравској трајала је свега око 22 године. Његов касни облик остаје литургијски језик Украјинске, Руске, Бугарске, Македонске, Српске и Пољске православне цркве. Ћирил је такође измислио глагољицу, погодну за словенске језике, и прво је превео Библију на словенски језик, заједно са Методијем, који је касније завршио пројекат.
Методије је написао први словенски правни законик, комбинујући локално обичајно право са напредним византијским правом . Слично, великоморавски кривични законик није био само превод са латинског, већ је кажњавао и низ преступа које су првобитно толерисали прехришћански словенски обичаји, али их је хришћанство забрањивало (углавном у вези са сексуалним понашањем). Канонско право је једноставно усвојено из византијских извора.
Нема много књижевних дела која се могу недвосмислено идентификовати као изворно написана у Великој Моравској. Један од њих је и Проглас, култивисана песма у којој Ћирил брани словенску литургију. Вита Ћирили (приписује се Клименту Охридском ) и Вита Методиј (вероватно је написао Методијев наследник Горазд) су биографије са вредним подацима о Великој Моравској под Растиславом и Сватоплуком И.
Браћа су основала и академију, коју је у почетку водио Методије, која је дала стотине словенских клирика. Добро образована класа била је неопходна за управљање свим ранофеудалним државама и Велика Моравска није била изузетак. Вита Методиј помиње да је епископ Нитра служио као канцелар Сватоплука И, а за кнеза Коцеља из Балатонске кнежевине се говорило да је владао глагољицом. Локација Великоморавске академије није идентификована, али могуће локације укључују Микулчице (где су пронађени стилуси у једној црквеној згради), замак Девин (са зградом која је идентификована као вероватна школа) и Нитра (са епископском базиликом и манастиром). Када је 885. године Сватоплук И протерао Методијеве ученике из Велике Моравске, они су своја знања (укључујући и глагољицу) пренели на друге словенске земље, попут Бугарске, Хрватске и Чешке. Ћирилица је настала у Бугарској у Преславској књижевној школи, која је постала стандардно писмо Бугарског царства и касније у Кијевској Русији (данашња Русија, Украјина и Белорусија). Великоморавско културно наслеђе даље се развијало у бугарским богословијама, отварајући пут христијанизацији Кијевске Русије .
Ћирило-методијевска културна мисија имала је значајан утицај на већину словенских језика и стајала је на почетку модерне ћирилице, коју су у 9. веку нове ере у Бугарској створили бугарски ученици Ћирила и Методија ( Наум Преславски, Климент Охридски и други).

### Уметност
У првој половини 9. века великоморавске занатлије су биле инспирисане савременом каролиншком уметношћу. У другој половини 9. века великоморавски накит је био под утицајем византијског, источномедитеранског и јадранског стила. По речима чешког археолога Јозефа Пулика, „ови нови облици и технике нису пасивно копирани, већ су трансформисани у локални идиом, успостављајући на тај начин корене препознатљивог великоморавског стила накита“. Међутим, новија истраживања су такође показала да је Велика Моравска била део различитих културних кругова у погледу материјалне културе и да је делила многе врсте објеката са суседним крајевима. Утисак да су само моравске занатлије стварале утицајан стил накита могао би се стога једноставно заснивати на чињеници да се тамо налази посебно велики број добро истражених гробова. Типичан великоморавски накит обухватао је сребрне и златне минђуше украшене финим зрнатим филиграном, као и сребрна и позлаћена бронзана дугмад прекривена лиснатим орнаментима.

## Наслеђе
Великоморавски центри ( нпр . Братислава (Позсони, Прессбург), Нитра (Ниитра), Теков (Барс) и Земплин) задржали су своје функције након пада Велике Моравске, иако идентификација Братиславе, Текова и Земплина као великоморавских замкова није општеприхваћена. Неколико извора сугерише да су мађарски владари следили савремене немачке или бугарске патенте када су успоставили нови административни систем у свом краљевству или су увели нови систем.
Друштвена диференцијација у Великој Моравској достигла је стање раног феудализма, стварајући друштвену основу за развој каснијих средњовековних држава у региону. Питање шта се десило са великоморавским племићким породицама после 907. године је још увек у расправи. С једне стране, новија истраживања показују да је значајан део овдашње аристократије остао мање-више неометан падом Велике Моравске и да су њихови потомци постали племићи у новоформираној Угарској Краљевини. Најистакнутији пример су моћне породице Хунт и Пазман. С друге стране, и Аноним и Симон од Кезе, два хроничара ране историје Угарске, забележили су да су истакнуте племићке породице краљевства потицале или од вођа мађарских племена или од досељеника, и никог од њих нису повезивали са Великом Моравском. На пример, Симон од Кезе наводи да су преци клана Хунт-Пазман, чије великоморавско порекло напредују од стране словачких научника, пријавили да су стигли из Војводства Швапске крајем X века.
Територије које се у средњовековним изворима помињу као „ Tercia pars regni “ (буквално, „једна трећина Краљевине Угарске“) у мађарским научним радовима се помињу као „Војводство“, а у словачким академским изворима као „ Кнежевина Нитра “. Овим територијама су аутономно владали чланови династије Арпад који су живели у Бихару (данас Бихареа у Румунији ) или у Нитри — пракса која подсећа на великоморавски систем апанаже, али и слична оној неких других династија у раном средњем веку ( нпр . Кијевски Руси у Рурику ).  Постојање аутономне политичке јединице са центром око Нитре словачки научници често сматрају примером политичког континуитета из великоморавског периода.
Велика Моравска је такође постала истакнута тема чешког и словачког романтичног национализма XIX века. Византијски дупли крст за који се сматра да су га донели Ћирило и Методије тренутно је део симбола Словачке, а Устав Словачке у својој преамбули помиње Велику Моравску. Интересовање за тај период је порасло као резултат народног препорода у 19. веку. Великоморавска историја се сматрала културним кореном неколико словенских народа у средњој Европи и коришћена је у покушајима да се створи јединствен чехословачки идентитет у 20. веку.
Иако се у горе цитираном извору и другим изворима помиње да је Велика Моравска нетрагом нестала и да су њени становници отишли Бугарима, а Хрвати и Мађари су следили њихове победе, археолошка истраживања и топоними указују на континуитет словенског становништва у долинама река Унутрашњих Западних Карпата. Штавише, постоје спорадичне референце на Велику Моравску из каснијих година: 924/925, обојица Фолкуин у својој Gesta abb. Lobiensium и Руотгер у Archiepiscopi Coloniensis Vita Brunonis  помињу Велику Моравску. 942. године, мађарски ратници заробљени током њиховог напада на Ал-Андалус рекли су да је Моравска северни сусед њиховог народа. Судбина северних и западних делова некадашње Средње Европе у X веку је стога у великој мери нејасна.
Источни део великоморавске централне територије (данашња Словачка) потпао је под доминацију мађарске династије Арпад . Северозападне границе Кнежевине Угарске постале су углавном ненасељено или ретко насељено земљиште. Ово је био мађарски гиепуелве, и може се сматрати походом који је ефективно трајао до средине XIII века. Остатак је остао под влашћу локалне словенске аристократије  и постепено  био интегрисан у Краљевину Угарску у процесу завршеном у XIV веку. Године 1000. или 1001. целу данашњу Словачку је преузела Пољска под Болеславом I, а велики део ове територије постао је део Краљевине Угарске до 1031. 

## Списак владара
- Мојмир I (833–846)
- Растислав (846–870)
- Славомир (871)
- Сватоплук I (871–894)
- Мојмир II (894–906)

## Теорија о локацији
Према теорији Петера Пишпеки Нађа, централно подручје Велике Моравске налазило се на територији данашње Србије, а сама Велика Моравска настала је уједињењем словенских племена — Бодрића и Словена настањених уз Мораву и Тимок, који су се у 9. веку отцепили од Бугарске и ставили се под заштиту Франачког царства.

## Белешке
1. ↑  Појава биритуалних гробља из средњег и касног аварског периода ограничена је на линију Девин-Нитра-Левице-Желовце-Кошице-Шебастовце, али није пронађен ниједан доказ о сталном присуству Авара северно од ове линије са 10 км < 8 нагоре (0 км) локалитети). Археолошка истраживања у Словачкој не сугеришу да је граница каганата била на Карпатима.
2. ↑  Микулчице 50 км, Старе Место 20 км. Остаци престижне грађевине на брду замка у Нитри садржали су луксузни кречњак из Аустрије.
3. ↑  Постојање наводног кружног паганског светилишта у Микулчицама доведено је у питање 2012.Mazuch 2012

### Примарни извори
- Constantine Porphyrogenitus: De Administrando Imperio. 1967. ISBN 978-0-88402-021-9. (Greek text edited by Gyula Moravcsik, English translation by Romillyi J. H. Jenkins) Dumbarton Oaks Centre for Byzantine Studies. .
- "King Alfred's Anglo-Saxon Version of Orosius" (1852). In Giles, J. A. The Whole Works of King Alfred the Great, with Preliminary Essays Illustrative of the History, Arts, and Manners, of the Ninth Century, Volume 2 (Jubilee Edition, 3 vols). J.F. Smith for the Alfred Committee.
- Liudprand of Cremona: Retribution. The Catholic University of Press. 2007. ISBN 978-0-8132-1506-8. In: The Complete Works of Liudprand of Cremona (Translated by Paolo Squatriti); .
- The Annals of Fulda (Ninth-Century Histories, Volume II). 1992. ISBN 978-0-7190-3458-9. (Translated and annotated by Timothy Reuter) Manchaster University Press. .
- The Annals of St-Bertin (Ninth-Century Histories, Volume I). 1991. ISBN 978-0-7190-3426-8. (Translated and annotated by Janet L. Nelson) Manchester University Press. .
- The. Chronicle of Regino of Prüm. In: History and Politics in Late Carolingian and Ottonian Europe: The Chronicle of Regino of Prüm and Adalbert of Magdeburg. 2009. ISBN 978-0-7190-7135-5. (Translated and annotated by Simon MacLean); Manchester University Press. .
- „The Life of Constantine”. Medieval Slavic Lives of Saints and Princes. 1983. стр. 23—96. ISBN 978-0-930042-44-8. (Marvin Kantor) [Michigan Slavic Translation 5]. University of Michigan. .
- „The Life of Methodius”. Medieval Slavic Lives of Saints and Princes. 1983. стр. 97—138. ISBN 978-0-930042-44-8. (Marvin Kantor) [Michigan Slavic Translation 5]. University of Michigan. .
- „The Royal Frankish Annals”. Carolingian Chronicles: Royal Frankish Annals and Nithard's Histories. 2006. стр. 35—126. ISBN 978-0-472-06186-0. (Translated by Bernhard Walter Scholz with Barbara Rogers) The University of Michigan Press. .

Primary documents can be found in the following volumes:
- Havlík, Lubomír E. (1966–1977). Magnae Moraviae Fontes Historici I.-V., Brno: Masarykova univerzita.
- Marsina, Richard (1971). Codex diplomaticus et epistolaris Slovaciae I. Bratislava: Veda.
- Ratkoš, Peter (1964). Pramene k dejinám Veľkej Moravy. Bratislava: Vydavateľstvo Slovenskej akadémie vied.

### Секундарни извори
- Angi, János (1997). „A nyugati szláv államok [=Western Slavic states]”.  Ур.: Pósán, László; Papp, Imre; Bárány, Attila; Orosz, István; Angi, János. Európa a korai középkorban ["Europe in the Early Middle Ages"]. Multiplex Media - Debrecen University Press. стр. 358—365. ISBN 978-963-04-9196-9.
- Barford, P. M. (2001). The Early Slavs: Culture and Society in Early Medieval Eastern Europe. Cornell University Press. ISBN 978-0-8014-3977-3.
- Bartl, Július; Čičaj, Viliam; Kohútova, Mária; Letz, Róbert; Segeš, Vladimír; Škvarna, Dušan (2002). Slovak History: Chronology & Lexicon. Bolchazy-Carducci Publishers, Slovenské Pedegogické Nakladatel'stvo. ISBN 978-0-86516-444-4.
- Berend, Nora; Urbanczyk, Przemyslaw; Wiszewski, Przemyslaw (2013). Central Europe in the High Middle Ages: Bohemia, Hungary and Poland, c.900–c.1300. Cambridge University Press. ISBN 9780521781565.
- Betti, Maddalena (2013). The Making of Christian Moravia (858—882): Papal Power and Political Reality. Brill. стр. 27—34. ISBN 978-9-004-26008-5.
- Boba, Imre (1971). Moravia's History Reconsidered: A Reinterpretation of Medieval Sources. Martinus Nijhoff. ISBN 978-90-247-5041-2.
- Botek, Andrej (2014). Veľkomoravské kostoly na Slovensku [The Great Moravian Churches in Slovakia] (на језику: Slovak). Bratislava: Post Scriptum. ISBN 978-80-89567-37-9. Текст „a ” игнорисан (помоћ)
- Botek, Andrej (2014). „Veľkomoravská bazilika na Bratislavskom hrade” [The Greatmoravian Basilica on the Bratislava castle] (PDF). Verbum Historiae (на језику: Slovak) (1). Текст „b ” игнорисан (помоћ)
- Bowlus, Charles R. (1994). Franks, Moravians and Magyars: The Struggle for the Middle Danube, 788–907. University of Pennsylvania Press. ISBN 978-0-8122-3276-9.
- Bowlus, Charles R. (2009). „Nitra: when did it become a part of the Moravian realm? Evidence in the Frankish sources”. Early Medieval Europe. 17 (3): 311—328. doi:10.1111/j.1468-0254.2009.00279.x.
- Čaplovič, Dušan (1998). Včasnostredoveké osídlenie Slovenska [Early Medieval settlement of Slovakia]. Bratislava: Electronic Academic Press. ISBN 978-80-88880-19-6.
- Champion, Tim (1995). Centre and Periphery: Comparative Studies in Archaeology. Taylor & Francis. ISBN 978-0-203-98515-1.
- Collins, Roger (2010). Early Medieval Europe, 300-1000. Palgrave Macmillan. ISBN 978-113-7014-28-3.
- Curta, Florin (2006). Southeastern Europe in the Middle Ages, 500-1250. Cambridge University Press. ISBN 978-0-521-89452-4.
- Dekan, Ján (1981). Moravia Magna: The Great Moravian Empire, Its Art and Time. Control Data Arts. ISBN 978-0-89893-084-9.
- Drulák, Petr (2012). „Czech geopolitics: struggling for survival”.  Ур.: Guzzini, Stefano. The Return of Geopolitics in Europe? - Social Mechanisms and Foreign Policy Identity Crises. Cambridge University Press. стр. 77—100. ISBN 978-1-107-02734-3.
- Galuška, Luděk (1991). Great Moravia. Brno: Moravian Museum. ISBN 978-80-7028-023-2.
- Goldberg, Eric J. (2006). Struggle for Empire: Kingship and Conflict under Louis the German, 817–876. Cornell University Press. ISBN 978-0-8014-7529-0.
- Havlík, Lubomír E. (2013). Kronika o Velké Moravě [=Chronicle of Great Moravia]. Jota. ISBN 978-80-85617-04-7.
- Havlík, Lubomír E. (1994). Svatopluk Veliký, král Moravanů a Slovanů [Svatopluk the Great, King of the Moravians and Slavs]. Jota. ISBN 978-80-85617-19-1.
- Havlík, Lubomír E. (2004). „Great Moravia between the Franconians, Byzantium and Rome”.  Ур.: Champion, T. C. Centre and Periphery: Comparative Studies in Archaeology. Routledge. стр. 227—237. ISBN 978-0-415-12253-5.
- Hosszú, Gábor (2012). Heritage of Scribes: The Relation of Rovas Scripts to Eurasian Writing Systems. Dr Gábor Hosszú. стр. 317. ISBN 9789638843746.
- Kirschbaum, Stanislav J. (2005). A History of Slovakia: The Struggle for Survival. Palgarve Macmillan. ISBN 978-1-40396929-3.
- Kristó, Gyula (1996). Hungarian History in the Ninth Century. Szegedi Középkorász Műhely. ISBN 978-1-4039-6929-3.
- Kučera, Matúš (1974). Slovensko po páde Veľkej Moravy. Bratislava: Veda.
- Lukačka, Ján (2002). Formovanie vyššej šľachty na západnom Slovensku. Bratislava: Mistrál.
- Macháček, Jiří (2009). „Disputes over Great Moravia: chiefdom or state? the Morava or the Tisza River?”. Early Medieval Europe. 17 (3): 248—267. doi:10.1111/j.1468-0254.2009.00276.x. Приступљено 30. 8. 2013.
- Macháček, Jiří (2012). „"Great Moravian state"–a controversy in Central European medieval studies”. Studia Slavica et Balcanica Petropolitana. 11 (1): 5—26. Архивирано из оригинала 13. 05. 2021. г. Приступљено 30. 8. 2013.
- McCornick, Michael (2001). Origins of the European Economy: Communications and Commerce, AD 300-900. Cambridge University Press. ISBN 978-0-521-66102-7.
- MacLean, Simon (2003). Kingship and Politics in the Late Ninth Century: Charles the Fat and the End of the Carolingian Empire. Cambridge University Press. ISBN 9781139440295.
- Mahoney, William M. (2011). The History of the Czech Republic and Slovakia. ABC-CLIO. ISBN 9780313363054.
- Marsina, Richard (1997). „Ethnogenesis of Slovaks” (PDF). Human Affairs. 7 (1): 15—23. Приступљено 31. 8. 2013.
- Marsina, Richard (1995). Nové pohľady historickej vedy na Slovenské dejiny. 1. Najstaršie obdobie slovenských dejín (do prelomu 9.-10. storočia) (на језику: Slovak). Bratislava: Metodické centrum mesta Bratislavy. ISBN 978-80-7164-069-1.
- Marsina, Richard (1999). „Najstaršia poloha Veľkej Moravy”. Slovensko a európsky juhovýchod: medzikultúrne vztahy a kontexty (zborník k životnému jubileu Tatiany Štefanovicovej) (на језику: Slovak). Bratislava, SLO: Katedra všeobecných dejín a Katedra archeológie FFUK. ISBN 978-8096739141.
- Marsina, Richard (2000). „Where was Great Moravia”.  Ур.: Kováč, Dušan. Slovak Contributions to 19th International Congress of Historical Sciences. Bratislava: VEDA, Vydavateľstvo Slovenskej akadémie vied. ISBN 978-80-224-0665-9.
- Mazuch, Marian (2012). „K údajné existenci tzv. kruhového pohanského kultovního objektu v podhradí velkomoravského mocenského centra Mikulčice-Valy” [To the Alleged Existence of So-Called Circular Pagan Cultic Feature in the Suburbium of the Great Moravian Center of Power Mikulčice – Valy]. Slavia Antiqua (на језику: Czech). 53 (3). ISSN 0080-9993.
- Meřínský, Zdeněk (2006). České země od příchodu Slovanů po Velkou Moravu II. [The Czech Lands since the arrival of the Slavs to Great Moravia] (на језику: Czech). Prague: Libry. ISBN 978-80-7277-105-9.
- Obolensky, Dimitri (1994). Byzantium and the Slavs. St. Vladimir's Seminary Press. ISBN 978-0-88141-008-2.
- Odler, Martin (2012). „Avarské sídliská v strednej Európe: problémová bilancia” [Avar Settlements in Central Europe: the Balance of the Problem].  Ур.: Klápště, Jan. Studia mediaevalia Pragensia 11 (на језику: Slovak). Praha: Univerzita Karlova v Praze – Nakladatelství Karolinum. ISBN 978-80-246-2107-4.
- Petkov, Kiril (2008). The Voices of Medieval Bulgaria, Seventh-Fifteenth Century: The Records of a Bygone Culture. Brill. ISBN 978-90-04-16831-2.
- Poulík, Josef (1975). Mikulčice: Sídlo a pevnost knížat velkomoravských., Praha.
- Poulík, Josef (1978). „The origins of Christianity in Slavonic countries north of the Middle Danube Basin”. World Archaeology. 10 (2): 158—171. doi:10.1080/00438243.1978.9979728.
- Püspöki-Nagy, Péter (1978). „Nagymorávia fekvéséről [=On the location of Great Moravia]”. Valóság. XXI (11): 60—82.
- Rogers, Clifford, ур. (2010). The Oxford Encyclopedia of Medieval Warfare and Military Technology, Volume 3. Oxford University Press. ISBN 978-019-5334-03-6.
- Róna-Tas, András (1999). Hungarians and Europe in the Early Middle Ages: An Introduction to Early Hungarian History. CEU Press. ISBN 978-963-9116-48-1.
- Ruttkay, Alexander (1997). „O veľkomoravskom vojenstve s osobitným zreteľom na obdobie vlády Svätopluka” [About the Great Moravian Warfare With a Special Attention to the Reign of Svätopluk].  Ур.: Marsina, Richard; Ruttkay, Alexander. Svätopluk 894 - 1994. Nitra. ISBN 978-80-88709-34-3.
- Ruttkay, Matej (2002). „Vývoj osídlenia na strednom Dunaji v 6.–12. stor” [Development of settlement around the Middle Danube in the 6th-12th cent.].  Ур.: Ruttkay, Alexander; Ruttkay, Matej; Šalkovský, Peter. Slovensko vo včasnom stredoveku. Nitra: Archeologický ústav Slovenskej akadémie vied. ISBN 978-80-88709-60-2.
- Sedlák, Vincent (2005). „Onomastika a historiografia”.  Ур.: Fábrová, Karin. Príspevky k slovenským dejinám. Prešov. стр. 17—28. ISBN 978-80-8068-330-6.
- Senga, Toru (1983). „Morávia bukása és a honfoglaló magyarok [=The fall of Moravia and the Hungarians occupying the Carpathian Basin]”. Századok (2): 307—345.
- Sommer, Petr; Třeštík, Dušan; Žemlička, Josef; Opačić, Zoë (2007). „Bohemia and Moravia”.  Ур.: Berend, Nora. Christianization and the Rise of Christian Monarchy: Scandinavia, Central Europe and Rus', c.900-1200. Cambridge University Press. стр. 214–262. ISBN 978-0-521-87616-2.
- Spiesz, Anton; Caplovic, Dusan (2006). Illustrated Slovak History: A Struggle for Sovereignty in Central Europe. Bolchazy-Carducci Publishers. ISBN 978-0-86516-426-0.
- Spinei, Victor (2003). The Great Migrations in the East and South East of Europe from the Ninth to the Thirteenth Century. Translated by Dana Badulescu. ISBN 978-973-85894-5-2.
- Steinhübel, Ján (2011). „The Duchy of Nitra”.  Ур.: Teich, Mikuláš; Kováč, Dušan; Brown, Martin D. Slovakia in History. Cambridge University Press. стр. 15–29. ISBN 978-0-521-80253-6.
- Steinhübel, Ján (2011). Kapitoly z najstarších dejín českých 531–1004 [=Chapters from the oldest Czech history 531–1004]. Spolok Slovákov v Poľsku – Towarzystwo Słowakow w Polsce. ISBN 978-83-7490-370-7.
- Štefan, Ivo (2011). „Great Moravia, Statehood and Archaeology: The "Decline and Fall" of One Early Medieval Polity”.  Ур.: Macháček, Jiří; Ungerman, Šimon. Frühgeschichtliche Zentralorte in Mitteleuropa. Bonn: Verlag Dr. Rudolf Habelt. стр. 333—354. ISBN 978-3-7749-3730-7. Приступљено 27. 8. 2013.
- Štefanovičová, Tatiana (1989). Osudy starých Slovanov [=Fate of the Ancient Slavs]. Osveta.
- Štefanovičová, Tatiana (2000). „K niektorým mýtom o počiatkch našich národných dejín” [To some myths about the beginnings of our national history] (PDF) (на језику: Slovak). Bratislava: Univerzita Komenského.
- Senga, Toru (1982). „La situation géographique de la Grande-Moravie et les Hongrois conquérants” [The geographical location of Great Moravia and the Hungarian conquerors]. Jahrbücher für Geschichte Osteuropas (на језику: French). 30 (4). ISSN 0021-4019.
- Senga, Toru (1983). „Morávia bukása és a honfoglaló magyarok [=The fall of Moravia and the Hungarians occupying the Carpathian Basin]”. Századok (2): 307—345.
- Szőke, Béla Miklós (2007). „New findings of the excavations in Mosaburg/Zalavar (Western Hungary)”.  Ур.: Henning, Joachim. Post-Roman Towns, Trade and Settlement in Europe and Byzantium: The heirs of the Roman West. Walter de Gruyter. стр. 411–428. ISBN 978-3-110-18356-6.
- Třeštík, Dušan (2010). Vznik Velké Moravy. Moravané, Čechové a štřední Evropa v letech 791–871 [The Formation of Great Moravia. Moravians, Czechs and Central Europe in the years 791-871]. Nakladatelství lidové noviny. ISBN 978-80-7422-049-4.
- Urbańczyk, Przemysław (2005). „Early State Formation in East Central Europe”.  Ур.: Curta, Florin. East Central & Eastern Europe in the Early Middle Ages. The University of Michigan Press. стр. 139–151. ISBN 978-0-472-11498-6.
- Vlasto, A. P. (1970). The Entry of the Slavs into Christendom: An Introduction to the Medieval History of the Slavs. Cambridge University Press. ISBN 978-0-521-10758-7.
- Wieczorek, Alfried and Hans-Martin Hinz, ур. (2000). Europas Mitte um 1000. Stuttgart. ISBN 978-3-8062-1545-8. or.  978-3-8062-1544-1.
- Wolfram, Herwig (1995). „Historické pramene a poloha (Veľkej) Moravy” [Historical sources and the location of Great Moravia]. Historický časopis (на језику: Slovak). 43 (1). ISSN 0018-2575.
- Zábojník, Jozef (2009). Slovensko a avarský kaganát [Slovakia and the Avar Khaganate] (на језику: Slovak). Bratislava: Filozofická fakulta Univerzity Komenského. ISBN 978-80-89236-62-6.
- Benda, Kálmán (editor) (1981). Magyarország történeti kronológiája ("The Historical Chronology of Hungary"). Budapest: Akadémiai Kiadó. ISBN 978-963-05-2661-6.
- Kniezsa, István (2000). Magyarország népei a XI. században. Lucidus Kiadó. ISBN 978-963-85954-3-0.
- Kristó, Gyula (editor) (1994). Korai Magyar Történeti Lexikon (9-14. század) (Encyclopedia of the Early Hungarian History - 9-14th centuries). Budapest: Akadémiai Kiadó. ISBN 978-963-05-6722-0.
- Kristó, Gyula (1988). A vármegyék kialakulása Magyarországon ("The formation of counties in Hungary"). Budapest: Magvető Könyvkiadó. ISBN 978-963-14-1189-8.
- Kristó, Gyula (1996). Magyar honfoglalás - honfoglaló magyarok ("The Hungarians' Occupation of their Country - The Hungarians occupying their Country"). Kossuth Könyvkiadó. ISBN 978-963-09-3836-5. Текст „a ” игнорисан (помоћ)
- Tóth, Sándor László (1998). Levediától a Kárpát-medencéig ("From Levedia to the Carpathian Basin"). Szeged: Szegedi Középkorász Műhely. ISBN 978-963-482-175-5.
- Turčan, Valdimír (2003). „Prvá staroslovanská svätyňa na Slovensku” [The first Old Slavonic pagan shrine in Slovakia]. Historia - Revue O Dejnách Spoločnosti (на језику: Slovak) (3). ISSN 1335-8316. Архивирано из оригинала 02. 02. 2017. г. Приступљено 21. 10. 2015.